# Gila Bend
Gila Bend is een plaats (town) in de Amerikaanse staat Arizona, en valt bestuurlijk gezien onder Maricopa County.

## Demografie
Bij de volkstelling in 2000 werd het aantal inwoners vastgesteld op 1980.
In 2006 is het aantal inwoners door het United States Census Bureau geschat op 1838, een daling van 142 (-7,2%).

## Geografie
Volgens het United States Census Bureau beslaat de plaats een oppervlakte van
59,1 km², geheel bestaande uit land. Gila Bend ligt op ongeveer 214 m boven zeeniveau.

## Plaatsen in de nabije omgeving
De onderstaande figuur toont nabijgelegen plaatsen in een straal van 72 km rond Gila Bend.